# Guido Graziani
Pour les articles homonymes, voir Graziani.
Guido Graziani, né en 1896 à Rome en Italie où il est décédé en 1986, est un ancien entraîneur italien de basket-ball.